# 小公主 (宋徽宗之女)
小公主（?—?），北宋公主，宋徽宗赵佶的女儿。
《宋史》《宋会要》《大金国志》《三朝北盟会编》等均未记载北宋有全福帝姬。按南宋初年的文献《靖康皇族陷虏记》记载，宋徽宗在五国城又生一女，俗称“小公主”，然未有封号。公主长大后嫁给药官成良之子成敦复。